# Darko Menih
Darko Menih, slovenski politik in učitelj, * 21. februar 1948, Topolšica.

## Življenjepis

### Državni zbor
2008-2011
V času 5. državnega zbora Republike Slovenije, član Slovenske demokratske stranke, je bil član naslednjih delovnih teles:
- Odbor za promet (član)
- Odbor za zdravstvo (član)
- Odbor za kulturo, šolstvo, šport in mladino (član)